# Norops reconditus
Norops reconditus este o specie de șopârle din genul Norops, familia Polychrotidae, descrisă de Garth Underwood și Williams 1959. Conform Catalogue of Life specia Norops reconditus nu are subspecii cunoscute.